# Polexandre
Polexandre est un roman héroïque de l'académicien (intronisé comme tel en 1634) Marin Le Roy de Gomberville. Paru en 1619, le roman connaîtra plusieurs éditions dans les vingt années qui suivent. Polexandre a servi de modèle aux romans d'amour et pseudo-historiques de La Calprenède et de Mademoiselle de Scudéry. C'est l'ancêtre du roman d'aventure exotique combinant l'amour, l'histoire et la géographie.

## Versions du texte
Gomberville aime à inventer, mais déteste les contraintes. La publication de Polexandre le démontre amplement . Cinq versions se succèdent, l'auteur répugnant à s'enfermer dans une version définitive :
1. L'Exil de Polexandre et d'Ériclée paraît en 1619
2. L'Exil de Polexandre de1629 est une deuxième mouture sensiblement différente avec de nouveaux personnages
3. La Première partie de Polexandre, suivi de La deuxième partie de Polexandre (1632), nous ramène neuf siècles en arrière
4. La première édition "définitive" complète paraît en 1637 avec un nouveau bond en avant dans l'Histoire.
5. Enfin une nouvelle édition revue et augmentée paraît l'année suivante.

Chaque version et leurs différents tomes sont dédicacés au roi, puis à Richelieu, au chancelier Pierre Séguier en 1637, et enfin à Roger du Plessis, marquis de Liancourt, et au duc d’Alluyn, pair de France. Selon une analyse de Mathilde Bernard (maître de conférences à l’université Paris Nanterre (UFR PHILLIA / CSLF) en littérature du XVIe siècle et travaille sur l’historiographie et les écrits d’actualité aux XVIe et XVIIe siècles.) publiée en 2022, par ces dédicaces, et d'autres adressées à Guillaume du Vair , aux premiers gentilshommes de la Chambre du Roi (dont le marquis de Luynes et le duc de Liancourt), à des femmes comme la duchesse de Lorraine (femme du duc d’Orléans) et la reine mère Anne d’Autriche (Doctrine des mœurs en 1646) l'auteur se fait une stratégie d'alliance ou de reconnaissance dans la sphère royale qui aurait selon lui inspiré l’écriture du roman héroïque ; ce sont les actes du roi qui auraient inspiré celles du héros Polexandre (« Polexandre ne se croiroit pas legitime possesseur de sa gloire, s’il n’en faisoit hommage à VOSTRE MAJESTÉ, & ne recognoissoit les miracles de VOSTRE VIE pour les premiers autheurs des grandes actions qu’il a faites »

## Contenu du roman
Le lecteur suit les aventures de Polexandre qui atteint une île mystérieuse, que l'on situe non loin des Canaries, où règne une princesse d’une ravissante beauté, Alcidiane, dont Polexandre tombe amoureux dès qu'il la voit.

Mais un corsaire portugais, qui a lui aussi découvert l’île mystérieuse, enlève la confidente et l’amie d’Alcidiane. Polexandre s’élance à sa recherche : mais il a oublié, dans sa hâte, qu’on ne pouvait retrouver l’île mystérieuse après l’avoir quittée.
Ce roman d’aventures maritimes se caractérise par d'innombrables épisodes, exotiques, dans des lieux différents, et par un foisonnement de personnages secondaires. Il semble faire des emprunts à des souvenirs réels de récits de voyages, auxquels sont mélangés des voyages imaginaires, avec un ancrage historique et une grande fantaisie. Il vise aussi à susciter chez le lecteur une réflexion morale et politique, avec un héros qui dans sa recherche incessante de Polyeucte et Alcidiane symbolise la persévérance et le dévouement.

## Réception critique
En son temps, le roman a été très bien reçu. Il a notamment reçu les éloges de figures littéraires comme Guez de Balzac qui y voyait un ouvrage parfait de son espèce ; du romancier-écrivain Charles Sorel, puis, à la génération suivante, de Jean de La Fontaine qui écrivit à son propos : Le roman d'Ariane est très bien inventé,
J'ai lu vingt et vingt fois celui de Polexandre

## Postérité
Ce roman est souvent présenté comme l'un des ancêtres du roman d'aventure exotique combinant l'histoire et la géographie.